# ساتشا موكينهوبت
ساتشا موكينهوبت (بالألمانية: Sascha Mockenhaupt)‏ هو لاعب رياضة إلكترونية ‏ ولاعب كرة قدم ألماني في مركز قلب الدفاع، ولد في 10 سبتمبر 1991 في كيرشن في ألمانيا. لعب مع نادي آلن ونادي كايزرسلاوترن.

## وصلات خارجية
- ساتشا موكينهوبت على موقع قاعدة بيانات كرة القدم.إي يو (الإنجليزية)
- ساتشا موكينهوبت على موقع بيانات كرة القدم. دي إي (الألمانية)
- ساتشا موكينهوبت على موقع Soccerway.com (الإنجليزية)
- ساتشا موكينهوبت على موقع عالم كرة القدم.نت (الإنجليزية)